# Gare de Tonnay-Charente
La gare de Tonnay-Charente est une gare ferroviaire française de la ligne de Nantes-Orléans à Saintes, située sur le territoire de la commune de Tonnay-Charente, dans le département de la Charente-Maritime, en région Nouvelle-Aquitaine.
Elle est mise en service en 1867 par la Compagnie des chemins de fer des Charentes. C'est aujourd'hui une halte de la Société nationale des chemins de fer français (SNCF), desservie par des trains express régionaux TER Nouvelle-Aquitaine circulant entre La Rochelle-Porte-Dauphine et Saintes ou Angoulême.

## Situation ferroviaire
Établie à 4 m d'altitude, la gare de Tonnay-Charente est située au point kilométrique (PK) 214,637 de la ligne de Nantes-Orléans à Saintes entre les gares de Rochefort et de Bords.

## Histoire

### Origines
En 1867 fut réalisée la construction d'une voie ferrée le long de la Charente afin de relier Rochefort à Angoulême via Saintes et  Cognac. 

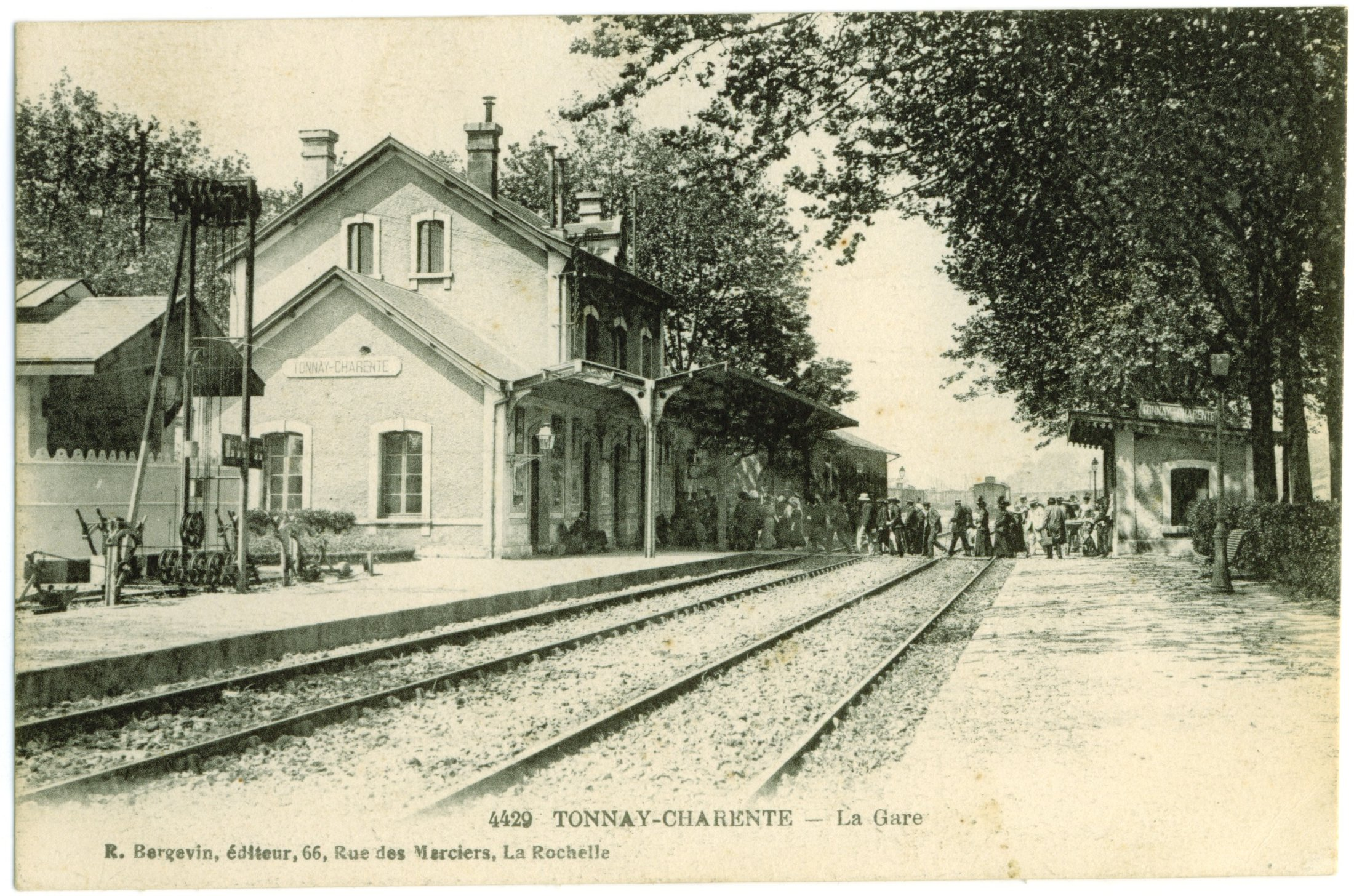
Le bâtiment voyageurs vers 1900.

Avec l'apport des capitaux de la Compagnie des chemins de fer des Charentes, la nouvelle ligne ferroviaire fut mise en chantier par une réalisation progressive en trois tronçons. La première section ferroviaire reliait les villes de Rochefort et de Saintes en passant du nord-ouest au sud-est par Tonnay-Charente, Bords, Saint-Savinien et Taillebourg. La première section de la ligne ferroviaire fut ouverte à l'exploitation commerciale le 15 avril 1867 en même temps que toutes les gares qui jalonnent son parcours.  
Implantée sur la rive droite de la Charente, la gare de Tonnay-Charente, un temps dénommée Charente sur les tableaux des horaires de la ligne, a été édifiée près du fleuve, à l'entrée du centre-ville en venant de Rochefort. Comme toutes les gares urbaines de la Compagnie des chemins de fer des Charentes, elle possède un côté cours pour l'accueil des voyageurs. La gare de Tonnay-Charente, malgré l'importance de la ville, est d'une simplicité déconcertante, son bâtiment est en effet d'une surprenante modestie architecturale, sans caractère et sans attrait particulier.
Cependant, cette gare, malgré son apparence, fut l'une des stations les plus actives sur la ligne de Rochefort à Angoulême. Elle devint avant tout une gare de marchandises plutôt que de voyageurs où ce trafic a toujours été insignifiant malgré sa proximité de la grande ville voisine de Rochefort, distante de six kilomètres seulement.

### Une importante gare de marchandises

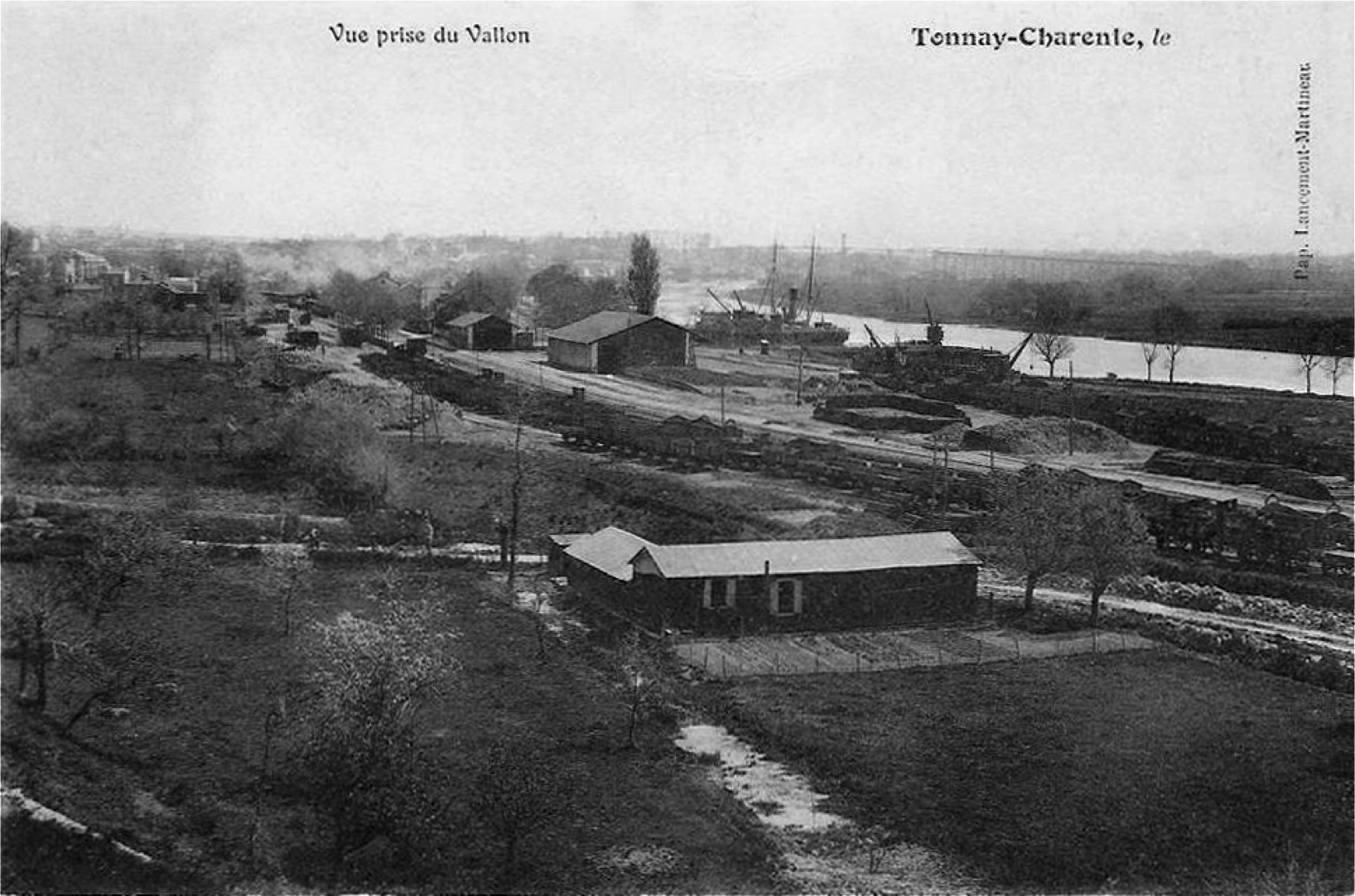
L'ensemble de la gare marchandise et du port vers 1900.

L'importance du trafic de son port fluvial fut à l'origine de la vocation spécifique de la gare de Tonnay-Charente. Il consistait en l'expédition d'eaux-de-vie de cognac, boulets et briquettes de charbons et en importation de phosphate et de pyrite pour alimenter les usines chimiques de la ville. Sur ce, un embranchement maritime fut ouvert à l'exploitation commerciale entre les quais du port fluvial et le site de la gare en 1871. 
La gare ferroviaire de Tonnay-Charente fut dotée d'une halle à marchandises pour le trafic traditionnel et une double voie fut réalisée sur l'ensemble de la ligne de Rochefort à Saintes vers la fin du XIXe siècle en raison de l'augmentation continuelle du trafic autant des voyageurs que des marchandises. Elle devint d'ailleurs la ligne ferroviaire la plus rentable de la Compagnie des chemins de fer des Charentes.
En 1915 pour répondre aux besoins de guerre, un autre embranchement ferroviaire fut construit entre Tonnay-Charente et Rochefort, afin de desservir une importante usine de traitement des métaux non ferreux qui nécessita une emprise ferroviaire et industrielle d'une centaine d'hectares. La Compagnie Royale Asturienne des Mines, entreprise à capitaux belges, utilisa largement la ligne ferroviaire en place, et se fit doter d'une enceinte de triage avec un réseau important de voies en impasse, reliées à l'embranchement pour acheminer depuis le port de Rochefort, la matière première qui sortait des fours à creusets avec 7,500tonnes de zinc raffiné chaque année.

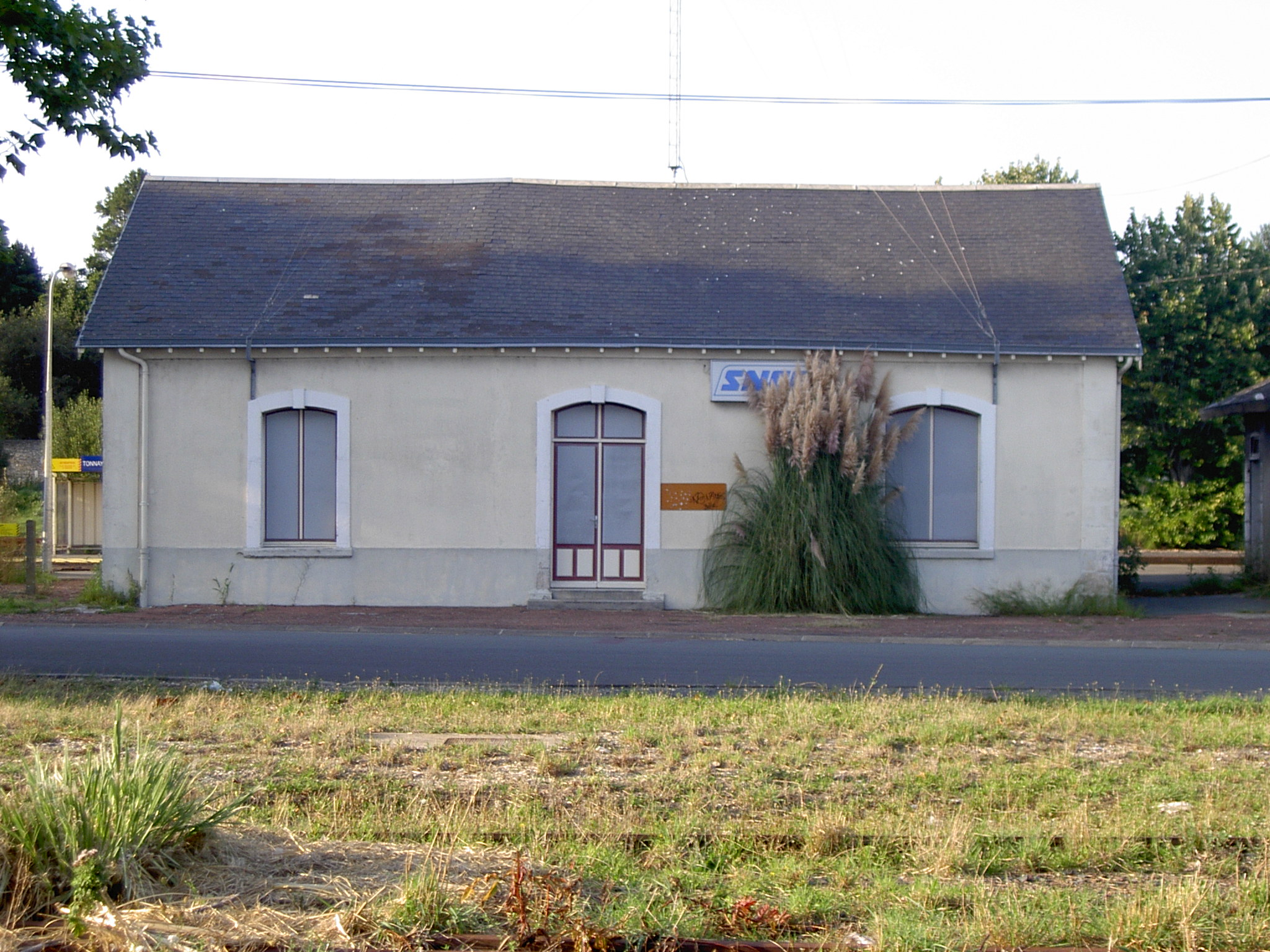
L'ancien bâtiment voyageurs en 2004.

Dans l'Entre-deux-guerres, cette usine ferma ses portes et fut concédée aux établissements Külhmann, qui y produisirent des superphosphates à partir de 1929 et utilisèrent les installations ferroviaires en place pour leur production jusqu'en 1962.
À partir des années 1960, cette usine fut reprise par la compagnie Asturoa qui fabriquait des engrais chimiques, pour les besoins de l'agriculture et utilisa les infrastructures ferroviaires pour le stockage et l'expédition de sa production. Cette activité industrielle est toujours présente, et est exploitée par une entreprise chimique dont l'activité est davantage tournée vers le stockage de la production que la production elle-même.
À cela s'ajoutent les activités d'un important silo à céréales, qui utilise la voie ferrée pour l'expédition du maïs et du tournesol depuis le début des années 1970. La gare de Tonnay-Charente demeure encore aujourd'hui une des principales gares de marchandises de la Charente-Maritime.
Une usine de transformation de charbon importé par bateaux depuis le port, est également installée près de cette gare, mais France-Charbon n'utilise pas pour l'instant cette voie ferrée, car le transport s'effectue actuellement par camions.

### Une halte ferroviaire pour le trafic voyageurs
Au lendemain de la Seconde Guerre mondiale, le trafic ferroviaire des voyageurs devenant de moins en moins important en gare de Tonnay-Charente, il fut un temps envisagé de la fermer définitivement au trafic voyageurs en supprimant l'arrêt des trains   tandis que le trafic des marchandises était maintenu. 
La gare de Tonnay-Charente n'a néanmoins jamais fermé au voyageurs, bien que les guichets aient baissé le rideau au début des années 1990. Jusqu'au début des années 1970, elle était même desservie par le train de nuit Paris-Bordeaux via La Rochelle et retour et par les trains saisonniers Paris - Le Chapus jusqu'en 1971. Le bâtiment voyageurs a été en partie démoli au début des années 1980 puis, comme la halle marchandises, démoli complètement en 2010.
Tonnay-Charente, bien qu'étant située dans la proche banlieue de Rochefort, est devenu aujourd'hui une halte ferroviaire sur la ligne régionale Nantes- Bordeaux. Le mobilier de la gare est très minimaliste et n'encourage pas la fréquentation de l'établissement.
En 2015, afin de favoriser l'utilisation de la gare et de limiter les actes de vandalisme à l'encontre des véhicules stationnées, la municipalité demande à la SNCF d'évaluer le déplacement de l'arrêt vers un emplacement plus proche du centre-ville. Les différentes proposition suggérées sont cependant rejetées en raison de la présence des deux passages à niveau situés sur la rue de l'église et la rue Alsace-Lorraine. Les emplacements envisagés rendaient trop faible la distance à ces passages, obligeant ainsi leur fermeture durant chaque arrêt de train en gare. L'équipe municipale envisage alors de modifier les accès à la gare en créant un parking au nord de la gare via un accès depuis l'avenue Charles-de-Gaulle.

## Fréquentation
De 2015 à 2023, selon les estimations de la SNCF, la fréquentation annuelle de la gare s'élève aux nombres indiqués dans le tableau ci-dessous.
| Année     | 2015   | 2016   | 2017   | 2018   | 2019   | 2020   | 2021   | 2022   | 2023   |
| --------- | ------ | ------ | ------ | ------ | ------ | ------ | ------ | ------ | ------ |
| Voyageurs | 13 000 | 11 577 | 13 460 | 11 928 | 15 321 | 12 983 | 19 631 | 28 272 | 31 636 |

## Service des voyageurs

### Accueil

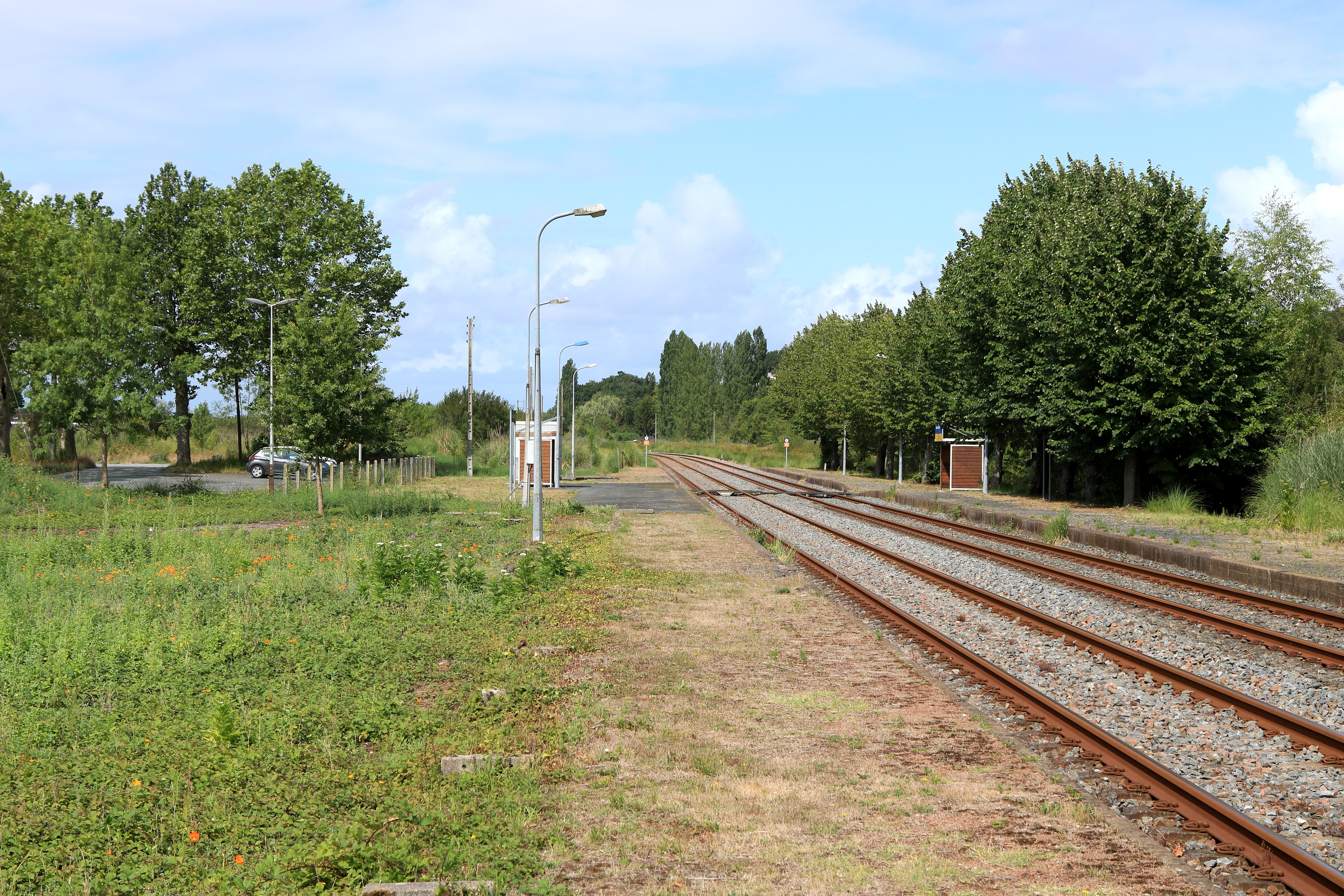
Vue générale de la halte.

Halte SNCF, c'est un point d'arrêt non géré (PANG) à entrée libre. Elle dispose de deux quais avec abris et équipés de panneaux d'informations horaires. Pour la sécurité, un téléphone permet de signaler un problème.

### Desserte
Tonnay-Charente est desservie par des trains TER Nouvelle-Aquitaine circulant entre Saintes et La Rochelle-Porte-Dauphine. Deux allers-retours sont prolongés de Saintes à Angoulême. 8 allers-retours desservent la gare en semaine et 3 aller-retour les samedis et dimanches.

## Service des marchandises
Cette gare est ouverte au service du fret (train massif et desserte d'installations terminales embranchées).